# Тярве, Роландс
Ро́ландс Тя́рве (латыш. Rolands Tjarve; 20 марта 1966, Бауска — 11 апреля 2020, Рига) — латвийский журналист и общественный деятель. Бывший генеральный директор Латвийского телевидения. Преподаватель Латвийского университета.
Роланд Тярве родился 20 марта 1966 года в Бауске. Окончил Цесискую государственную гимназию. В 1991 году окончил отделение журналистики филологического факультета Латвийского университета, в 1998 году защитил магистерскую работу по социальным наукам, затем проходил обучение на докторантуре. C 1989 по 1991 год работал в издании «Vefietis». С 1991 по 1994 ведущий на Латвийском радио, работал на передачах «Zvaigznīšu brīdis», «Latvija pasaulē», «Diskusija radiostudijā» и «Apvārsnis». В 1994 году назначен пресс-секретарем министра реформ Латвии, а также работал советником премьер-министра Мариса Гайлиса. В 1995 году Сейм Латвии утвердил Тярве в должности члена правления Совета Национального радио и телевидения (NRTP). С 1998 по 2002 год — генеральный директор Латвийского телевидения. С 2003 по 2004 год член правления Латвийского агентства инвестиций и развития, с 2004 по 2005 год советник директора. С 2003 года и до своей смерти преподавал в Латвийском университете. С 2004 по 2006 год работал в совете акционерного общества «Elektronisko sakaru direkcijas» (Дирекция электронных связей). С 2004 по 2007 год член совета airBaltic. С 2007 по 2011 советник Ингуны Судрабы.
В 1999 году женился на Неллии Лочмеле — главном редакторе журнала «IR».
16 марта 2020 Роланд Тярве заболел COVID-19, это был один из первых случаев в Латвии, когда источник инфекции установить не удалось. Положительные результаты теста на COVID-19 были получены 23 марта. 26 марта Тярве поместили в отделение реанимации Латвийского центра инфектологии. С 29 марта был подключен к аппарату искусственной вентиляции легких. Утром 11 апреля 2020 года Роланд Тярве скончался.